# Армия призраков
«Армия призраков» (англ. Army of Ghosts) — двенадцатый эпизод сезона 2006 британского научно-фантастического телесериала «Доктор Кто». Эпизод впервые был показан 1 июля 2006 года, а его заключительная часть — 8 июля 2006.
История, в основном, сосредоточена на институте «Торчвуд» и его экспериментах по призванию призраков из параллельной реальности. В конце эпизода появляются два самых известных инопланетных вида сериала: киберлюди, уже появлявшиеся во втором сезоне в эпизодах «Восстание киберлюдей» и «Век стали», и далеки, считавшиеся погибшими в конце первого сезона.

## Сюжет
Роза и Доктор возвращаются в 21 век, где узнают, что за время их отсутствия Землю начали посещать таинственные призраки. Посмотрев телевидение, они обнаружили, что люди не только не боятся их, но даже и сдружились с ними: некоторые влюбляются в них, другие думают, что они умершие родственники.
Чтобы разобраться в этом деле, Доктор ставит специальную «ловушку» для поимки призрака. Поймав его, он отследил координаты места, откуда призраков вызывают искусственным путём — башни «Кэнэри Уорф», на самом деле являющейся главной базой института «Торчвуд».
После прибытия в институт Доктора и Джеки берут в плен, а ТАРДИС с Розой внутри забирают. Выясняется, что институт был создан королевой Викторией сразу же после того, как в эпизоде «Клык и коготь» Доктор и Роза покинули Шотландию. Главной целью института является защита Британской Империи с помощью инопланетных технологий, а с 1879 года Доктор объявлен их главным врагом.
Сотрудники института просят Доктора помочь им разобраться со странной сферой, являющейся пустотным кораблём, которого не существует: у него нет ни излучения, ни атомной массы, но люди его видят. Корабль может путешествовать сквозь пустоту, пространство между параллельными реальностями. В нём не существует ни временных ограничений, ни материи.
Выясняется, что сфера появилась в рычажной комнате. В ней находится пространственно-временная дыра, через которую призраки, не без помощи Торчвуда, проникают в мир, и институт собирается использовать её как источник энергии, чтобы заполучить независимость Великобритании от Ближнего Востока. Доктор пытается остановить их, приводя довод о том, что чем больше становится дыра, то тем больше трескается мир и тем больше в него проникает призраков. И если призраков будет слишком много, то стены между мирами не выдержат и расколются.
В это время Розе удаётся сбежать из ТАРДИС и с помощью психобумаги проникнуть в зал со сферой. Там, к своему удивлению, она обнаруживает Микки Смита, скрывающегося под именем Сэмюеля.
В конце эпизода брешь полностью открывается и вместо призраков в мире появляются киберлюди, которые тут же берут власть на Земле в свои руки. В это же время начинает открываться пустотный корабль и Микки готовит оружие, ожидая увидеть киберлюдей. В финальной сцене, к всеобщему удивлению, из сферы появляются те, кого ожидали увидеть меньше всего — четыре далека.

## Дополнительная информация
Главные события эпизода происходят в институте Торчвуд. Фраза «Торчвуд» (англ. Torchwood), английская анаграмма к «Доктору Кто» (англ. Doctor Who), является главной сюжетной аркой 2 сезона (2006). Начиная с эпизода «Пути расходятся» фраза неоднократно появлялась в эпизодах, как бы медленно приводя зрителя к финалу сезона. Такой же приём был использован в 1 сезоне (2005) с фразой «Плохой волк» и в 3 сезоне (2007) с именем «Гарольд Саксон».

## Производство
Первоначально действие двухсерийного финала сезона должно было происходить на временном разломе в Кардиффе, вокруг которого уже развивались события эпизодов «Беспокойный мертвец» и «Шумный город». Когда в 2005 году был запущен сериал «Торчвуд», Дейвис решил использовать Кардифф для спин-оффа и перенёс действие «Армии призраков» и «Судного дня» в Лондон.
Для того чтобы гарантировать участие Ноэля Кларка и Шона Дингволла в съёмках, эпизод снимался совместно с «Восстанием киберлюдей» и «Веком стали», третьим производственным блоком сезона. Съёмки эпизода начались 2 ноября 2005 года в Лондоне. Съёмка сцен внутри комнаты со сферой началась 29 ноября.
Также в эпизоде впервые появляется Фрима Аджимен в роли Адеолы Ошоди. Расселл Ти Дейвис отметил её актёрскую игру, особенно моменты с Дэвидом Теннантом, поэтому пригласил её на роль спутницы Доктора, Марты Джонс, в третьем сезоне. Первый пресс-релиз вышел 4 июля 2006, в то же самое время в «Daily mail» было сказано, что Марта Джонс «первая чернокожая спутница Доктора» (хотя первым чернокожим спутником был Микки Смит). Связь Марты и Адеолы была раскрыта в первом же эпизоде третьего сезона.
В «Армии призраков» присутствует множество отсылок к программам BBC. Самые заметные: камео с Барбарой Виндзор в роли Пегги Митчелл из сериала «Жители Ист-Энда», где она выгоняет призрака Дэна Уоттса (которого заменили на призрака из «Доктора Кто») из своего паба, и главная башня «Кэнэри Уорф».

## Трансляция и критика
Чтобы скрыть появление далеков в конце эпизода, финальную сцену удалили из эпизода для пресс-показа и заменили его титрами с надписью «финальная сцена будет показана по телевидению».
Эпизод собрал аудиторию в 8,19 миллионов зрителей, был на седьмом месте в рейтинге самых популярных программ недели и получил индекс зрительской оценки 86, что намного выше средней оценки в 77 баллов для драматического сериала. Эпизод «Doctor Who Confidential» собрал аудиторию в 570 тысяч зрителей.
В основном эпизод был оценен критиками положительно. В газете «The Stage» отметили, насмешливо отодвигая на второй план проигрыш английской сборной по футболу, что эпизод был «напряжённым, полным драматических событий, слёз, невзгод, а две самые могущественные силы собираются столкнуться лицом к лицу в смертельной схватке». Автор ревью также отметил, что неожиданный поворот сюжета в конце серии увеличил его любовь к сериалу. В газете «The Guardian» было сказано, что Доктор возвращается в самом лучшем виде, в то время как в таблоиде «The People» отметили юмор сцены с Доктором, переключающим телеканалы. Джакоб Клифтон из «Television Without Pity» дал эпизоду рейтинг A. Асан Хак из IGN дал эпизоду оценку 9,8 из 10 («невероятно») и поблагодарил продюсеров за держащий в напряжении сюжет, включение далеков и киберлюдей в одной истории и за «лучшую шутку с каналами».
Эпизод вышел на DVD 25 сентября 2006 вместе с сериями «Бойся её» и «Судный день». История («Армия призраков»/«Судный день») была номинирована на премию Хьюго 2007 в номинации «Лучшая постановка, малая форма».